# Линейные крейсера типа «Мольтке»
Линейные крейсера типа «Мольтке» (нем. Moltke-Klasse) — тип линейных крейсеров ВМС Германской империи эпохи Первой мировой войны. Построены две единицы — «Мольтке» и «Гёбен».
Явились дальнейшим развитием линейного крейсера «Фон дер Танн». За счёт увеличения нормального водоизмещения больше чем на три тысячи тонн были улучшены все параметры. Получили дополнительную пятую башню главного калибра. Имели большую скорость и лучшее бронирование. Как и предшественник, значительно превосходили все британские линейные крейсера с 305-мм орудиями. Однако по скорости и вооружению значительно уступали британским крейсерам второго поколения типа «Лайон», вступившим с ними в строй практически одновременно.
Активно использовались во время Первой мировой войны. «Мольтке» принял участие во всех боевых операциях германских линейных крейсеров в Северном море и на Балтике. После окончания войны интернирован и затем затоплен собственным экипажем в Скапа-Флоу. «Гёбен» был единственным германским линейным крейсером, не входившим в состав 1-й разведывательной группы. До войны служил на Средиземном море. В начале Первой мировой войны прорвался в Дарданеллы и был продан Турции. Участвовал в нескольких стычках с русским Черноморским флотом. После войны был отремонтирован, пережил Вторую мировую войну и стал последним линейным крейсером, пущенным на слом.

## История разработки
Когда только начинались работы по подготовке к закладке линейного крейсера «Фон дер Танн», департамент общего проектирования военно-морского ведомства уже начал выработку требований к линейному крейсеру G программы 1908 года. На конференции в мае 1907 года было принято решение, что новый крейсер будет крупнее предыдущего. Выделенных на него в 1908 году 44 млн марок могло хватить на переход вслед за линкорами на орудия калибром 305 мм. Однако и начальник департамента проектирования контр-адмирал Рольман, и министр Тирпиц считали, что калибра в 280 мм достаточно для противоборства с современными британскими линкорами, а с точки зрения тактических преимуществ лучшим решением является увеличение количества орудий. Поэтому калибр орудий остался без изменений — 280 мм, но были улучшены их характеристики за счёт перехода на длину ствола в 50 калибров.
Уровень бронирования должен был быть не хуже, чем у «Фон дер Танна», скорость не ниже 24,5 узла. Проектирование велось под руководством главного конструктора Дитриха с апреля 1907 года по сентябрь 1908 года. По сравнению с «Фон дер Танном» новый крейсер получил более протяжённый полубак, идущий до фок-мачты, и ещё одну 280-мм башню в кормовой оконечности. Рост водоизмещения вызвал также рост мощности силовой установки. Процесс проектирования был длительным из-за нехватки персонала. Практичные немцы сочли, что тратить ресурсы на разработку проекта единичного корабля расточительно. Поэтому, чтобы сэкономить время и средства на разработке проекта, крейсер H программы 1909 года было решено строить по тем же чертежам.

## Конструкция

### Корпус

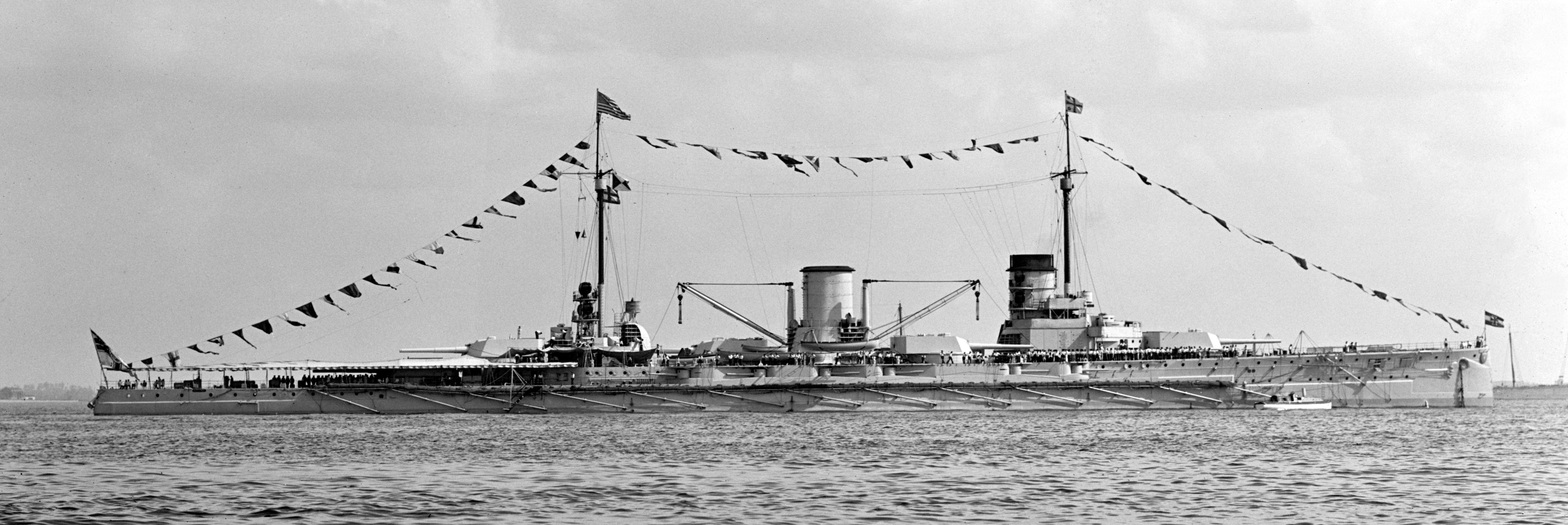
SMS Moltke в ходе визита немецкой эскадры в США в 1912 году

Корпус крейсера имел полубак, простирающийся до фок-мачты, и более острые, чем у «Фон дер Танна», оконечности. Форштевень был более прямым. Силовой набор корпуса — смешанный, с шагом шпации 1200 мм. Корпус делился водонепроницаемыми переборками на 15 отсеков. Двойное дно занимало 78 % длины корабля, отсутствуя в оконечностях.
Нормальное водоизмещение «Мольтке» выросло до 22 979 т, полное — до 25 400 т. Длина по КВЛ равнялась 186,0 м, наибольшая — 186,6 м. Ширина корпуса на миделе — 29,4 м, максимальная по выстрелам противоторпедной сети — 29,96 м. Высота борта в середине корпуса составила 14,08 м. При нормальном водоизмещении осадка носом была 8,77 м, кормой — 9,19 м, при этом высота надводного борта в носовой оконечности равнялась 7,3 м и 4,3 м в кормовой. Увеличению осадки на 1 см соответствовало увеличение водоизмещения на 35,64 т.
В отличие от «Фон дер Танна» с его параллельно установленными рулями, «Мольтке» получил тандемно расположенные рули. Основной руль имел угол поворота до 38°, вспомогательный — до 10°. Каждая из двух рулевых машин могла управлять как своим рулём, так и одновременно обоими. Крейсера этого типа обладали достаточно хорошей мореходностью. На переднем ходу имели хорошую управляемость, при перекладке руля плавно описывая циркуляцию, но тяжело выходили из неё. При полной перекладке руля «Мольтке» терял 60 % скорости и получал крен в 9°. Крейсер обладал высокими характеристиками остойчивости — метацентрическая высота при проектном водоизмещении составляла 3,01 м. Остойчивость была максимальной при крене в 38° и нулевой при 68°.
Оба корабля имели полые трубчатые мачты. Корабли комплектовались противоторпедными сетями, которые были сняты в 1916 году.
Экипаж корабля насчитывал 1153 человека, из них 43 офицера. Как флагманский корабль «Мольтке» имел увеличенный на 76 человек (в том числе 14 офицеров) экипаж. В Ютландском сражении экипаж крейсера состоял из 1425 человек.

### Бронирование

Сечение по миделю

Броневая защита по сравнению с «Фон дер Танном» была ещё более усилена. Вертикальное бронирование изготавливалось из цементированной крупповской брони. Главный броневой пояс толщиной 270 мм располагался между барбетами носовой и концевой кормовой башен. Под водой он сужался, доходя у нижней кромки до 130 мм. Пояс был установлен на подкладке из тикового дерева толщиной 50 мм. Главный броневой пояс замыкался в оконечностях траверзами толщиной 200 мм.
Верхний броневой пояс имел толщину 200 мм, доходя до нижних кромок портов 150-мм орудий. Каземат орудий среднего калибра имел толщину 150 мм. Между орудиями и за ними устанавливались противоосколочные экраны толщиной 20 мм. В носовой части главный пояс продолжался поясом толщиной 120 мм, потом переходя в 100-мм пояс и заканчиваясь броневой переборкой толщиной 100 мм. В кормовой части он завершался поясом толщиной 100 мм, заканчиваясь в трёх метрах от кормового среза 100-мм переборкой.
Барбеты башен имели толщину 200 мм. Наружные части барбетов носовой и кормовой башен имели толщину 230 мм, а внутренние — 170 мм. За поясом каземата толщина уменьшалась до 80 мм, а за верхним броневым поясом — до 30 мм. Толщина лобовой и задней стенок башен главного калибра была 230 мм, боковых стенок — 180 мм. Наклонная передняя часть крыши имела толщину 90 мм, а плоская часть — 60 мм. В задней части башни располагался 50-мм настил. Толщина стенок передней боевой рубки составляла 250—350 мм, а крыши — 80 мм. У задней боевой рубки эти толщины были чуть меньше — 200 и 50 мм.
Палуба полубака имела толщину 25 мм, утолщаясь над батареей до 35 мм. Средняя палуба имела толщину 15 мм. Главная бронированная палуба в средней части имела толщину 25 мм, заканчиваясь 50-мм скосами, состоявшими из двух слоёв по 25 мм. В носовой части она была толщиной 50 мм со скосами в 50 мм. В кормовой части достигала 80 мм со скосами в 50 мм.
Противоторпедная переборка имела толщину в 30 мм, увеличиваясь в районе погребов до 50 мм. Дополнительную конструктивную защиту обеспечивали угольные бункеры.

### Вооружение
Артиллерия главного калибра состояла из десяти 280-мм орудий 28 cm SK L/50 с длиной ствола в 50 калибров. Они располагались в пяти двухорудийных башнях. В диаметральной плоскости находились одна носовая и две кормовые башни с линейно-возвышенным расположением. В центральной части корпуса диагонально, как на «Фон дер Танне», располагались две бортовые башни. Правая была сдвинута ближе к носу относительно левой. Носовая башня имела сектор обстрела 300°, кормовые по 280°, бортовые — 180° на ближний борт и 125° на дальний. Высота осей орудий над уровнем воды у носовой башни составляла 9 м, у бортовых башен — 8,4 м, у кормовых — 8,6 м и 6,2 м.
Реальный калибр всех германских 280-мм орудий, в том числе 28 cm SK L/50, был 283 мм. Орудие было конструктивно похоже на 45-калиберное орудие «Фон дер Танна». За счёт увеличения длины ствола до 14 000 мм его вес возрос до 36 т. Затвор клиновой, системы Круппа. Пороховой заряд состоял из двух частей — основного заряда в латунной гильзе и вспомогательного заряда в шёлковом картузе. Общий вес пороха в заряде составлял 105 кг. Бронебойному снаряду весом 302 кг он сообщал начальную скорость в 880 м/с.
Орудия располагались в башенных установках образца Drh LC/1908 весом 444,5 т, которые обеспечивали им угол склонения −8° и угол возвышения +13,5°. После Ютландского сражения углы были изменены до −5,5° и +16° соответственно. При угле возвышения +13,5° достигалась дальность в 18 100 м, при +16° — 19 100 м. На «Гёбене» после войны угол возвышения был увеличен до +22,5°, что обеспечивало максимальную дальность в 21 700 м.
Орудия заряжались при постоянном угле возвышения в 2°. Практическая скорострельность достигала 3 выстрела в минуту. У всех башен снарядные погреба располагались под зарядными. Номенклатура снарядов ограничивалась только бронебойными. Боекомплект составлял 810 снарядов — по 81 на орудие. Кэмпбелл, со ссылкой на данные британской разведки, говорит, что для носовой и кормовых башен боекомплект был по 6 снарядов на ствол больше — 87, как на «Зейдлице».
Средний калибр состоял из двенадцати 150-мм орудий 15 cm SK L/45 с длиной ствола 45 калибров. Они были расположены в каземате в батарее на верхней палубе в установках MPL C/06 образца 1906 года. Угол склонения составлял −7°, возвышения +20°, что обеспечивало максимальную дальность 13 500 м. Боекомплект составлял по 150 снарядов на орудие — в общей сложности 1800 снарядов.
Вспомогательная артиллерия первоначально состояла из двенадцати 88-мм орудий с длиной ствола 45 калибров. Четыре располагались в каземате в носовой части на верхней палубе, два в носовой и четыре в кормовой надстройках и ещё два на верхней палубе позади 150-мм орудий. Боекомплект для них составлял по 250 выстрелов на орудие. Эти орудия постепенно снимались в процессе эксплуатации, заменяясь зенитными. Сначала сняли четыре носовых орудия, расположенных в каземате, потому что их сильно заливало на волнении. Позже сняли четыре орудия в кормовой надстройке, установив четыре зенитных 88-мм орудия. В конце 1916 года сняли последние четыре 88-мм орудия для стрельбы по наземным целям.
Управление артиллерийским огнём велось из двух бронированных постов управления. Данные по дальности к ним поступали от дальномерных постов, установленных на марсах мачт. На «Мольтке» в 1915 году установили приборы центрального управления огнём орудий главного и среднего калибров. На «Гёбене» они были установлены в 1916 году.
Торпедное вооружение было представлено четырьмя подводными торпедными аппаратами калибром 500 мм — один носовой, один кормовой и два бортовых, расположенных впереди барбета носовой башни. Общий боекомплект составлял 11 торпед.

### Энергетическая установка
«Мольтке» имел четырёхвальную паротурбинную силовую установку. Все четыре винта были трёхлопастными, диаметром 3,74 м. Их приводили во вращение два комплекта турбин Парсонса с прямым приводом на валы. Они располагались в двух водонепроницаемых отсеках — IV и V. Каждый отсек был разбит продольными переборками на три отделения. Турбины высокого давления располагались во внешних отделениях переднего V отсека и приводили во вращение внешние валы. Диаметр роторов их турбин составлял 1980 мм. Турбины низкого давления с приводом на внутренние валы располагались в кормовом IV отсеке в центральном отделении. Диаметр их роторов составлял 3050 мм.
Пар с давлением 235 psi (16,5 атм.) вырабатывался 24 угольными котлами Шульца — Торникрофта военно-морского типа. После 1916 года котлы были оборудованы форсунками для впрыска нефти. Котлы располагались в четырёх отсеках — VII, VIII, X и XI. Каждый отсек разбивался продольными переборками на три отделения. Таким образом, в каждом из 12 отделений стояло по два котла. Котлы были с естественной циркуляцией, тонкими трубками и общей площадью нагрева 11 530 м². Каждый котёл имел две топки, три водяных барабана (англ. water drum) с одним паросборником.
Проектная мощность на валах составляла 52 000 л. с., или 2,05 л. с. на тонну полного водоизмещения, что по расчётам при частоте вращения валов 330 об/мин позволяло линейным крейсерам этого типа развивать проектную скорость 25,5 узла. На испытаниях на Нейкругской мерной миле турбины крейсера «Мольтке» развили форсированную мощность на валах 85 782 л. с., обеспечив кораблю (при частоте вращения валов 332 об/мин) скорость, равную 28,4 узла. Расход топлива (при 6-часовом форсированном ходе) при развитой мощности 76 795 л. с. составлял 0,67 кг/л. с. в час. «Гёбен» на испытаниях на Нейкругской мерной миле показал максимальную скорость в 28,0 узла при мощности 85 661 л. с. Во время 6-часового форсированного хода он показал среднюю скорость в 26,8 узла.
Нормальный запас топлива на крейсерах равнялся 1000 т угля, максимальный — 3100 т. Дальность плавания линейных крейсеров типа «Мольтке» составляла 2370 морских миль (при скорости 23 узла) или 4120 морских миль (при 14 узлах). Электроэнергией с напряжением 225 В корабль обеспечивали шесть турбогенераторов общей мощностью 1500 кВт.

## Представители
| Название  | Дата закладки   | Спуск на воду | Вступление в состав флота | Выбыл из состава флота Германской империи | Дата завершения боевой службы |
| --------- | --------------- | ------------- | ------------------------- | ----------------------------------------- | ----------------------------- |
| «Мольтке» | 23 января 1909  | 7 апреля 1910 | 31 марта 1912             | 19 ноября 1918                            | 21 июня 1919                  |
| «Гёбен»   | 12 августа 1909 | 28 марта 1911 | 2 июля 1912 год           | 16 августа 1914                           | 14 ноября 1954                |

### «Мольтке»
Заказ на постройку крейсера G получила верфь «Блом унд Фосс» в Гамбурге. По разным данным, киль корабль заложен 7 декабря 1908 года или 23 января 1909 года. При спуске на воду 7 апреля 1910 года крейсер получил имя «Мольтке» в честь германского военачальника конца XIX века. Стоимость постройки составила 42,603 млн марок или 21,302 млн рублей золотом. Передан флоту 30 сентября 1911 года и приступил к испытаниям, которые длились по 1 апреля 1912 года.

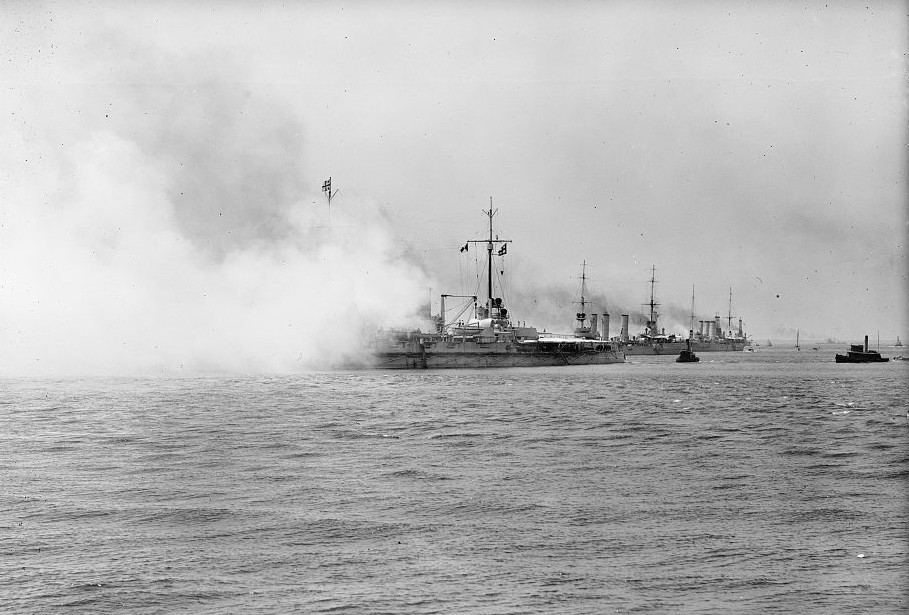
Салют «Мольтке» на Хэмптонском рейде во время визита в США в 1912 году

11 мая в составе специально созданной дивизии посетил с ответным визитом США. В состав дивизии кроме «Мольтке» входили малые крейсера «Бремен» и «Штеттин». По возвращении из похода был включён в состав 1-й разведывательной группы и с 9 июля 1912 года стал её флагманом. С 23 июня 1914 года постоянным флагманом 1-й группы стал линейный крейсер «Зейдлиц».
Перед началом Первой мировой войны были планы отправки «Мольтке» в Восточную Азию на смену «Шарнхорсту». Однако сначала поход сорвался, потому что «Мольтке» планировался для временной замены требовавшего ремонта «Гёбена» в Средиземном море, а потом все планы нарушила война.
28 августа во время рейда британских кораблей в Немецкую бухту «Мольтке» и «Фон дер Танн» из-за отлива смогли выйти в море лишь 12:30, когда бой уже прекратился. «Мольтке» в составе 1-й разведывательной группы участвовал в обстреле 2—4 ноября 1914 года Ярмута и 15—16 декабря Хартлпула. Во время набега на Хартлпул получил попадание 152-мм снарядом под ватерлинию.
24 января 1915 года участвовал в бою у Доггер-банки. «Мольтке» в германской линии шёл вторым, после «Зейдлица». Бой свёлся к преследованию британскими крейсерами немецкого соединения. Немецкая эскадра обстреливала головной британский «Лайон», затем сменивший его «Тайгер». Британские крейсера распределили цели, и каждый обстреливал свою. «Мольтке» непродолжительное время обстреливался «Лайоном», а потом из-за неразберихи его никто не обстреливал, поэтому попаданий в него не было, как и потерь в личном составе. Выделить попадания немецких кораблей трудно, но из 22 попаданий 280-мм снарядами в «Лайон» и «Тайгер» предположительно 8 или 9 из них приходится на долю «Мольтке». Всего «Мольтке» выпустил 276 снарядов с дистанции 14 600—16 400 м (79—88 каб.) и добился 2,9—3,33 % попаданий.
С 29 марта 1915 года 1-я разведывательная группа принимала участие в прорыве флота в Рижский залив. 19 августа британская подводная лодка E1, действовавшая в Балтийском море, выпустила 450-мм торпеду по «Зейдлицу», который увернулся. Торпеда досталась «Мольтке». Попадание пришлось в носовую часть правого борта. Крейсер принял 435 т воды, погибли 8 человек. Но крейсер мог поддерживать 15-узловой ход и самостоятельно добрался до Гамбурга 23 августа, где стал на ремонт до 20 сентября 1915 года.
«Мольтке» принял участие в Ютландском сражении 31 мая 1916 года, идя четвёртым в линии линейных крейсеров 1-й разведывательной группы. Во время «бега на юг» «Мольтке» обстреливал «Тайгер», добившись 9 попаданий на дистанции 12 300—14 100 м (66—77 каб.). Сам «Мольтке» в это время обстреливался «Нью Зилендом», но повреждений не получил. После подключения к бою 5-й британской эскадры линкоров он попеременно обстреливал «Нью Зиленд» и «Малайю», но попаданий не достиг. При этом в него попало четыре 381-мм снаряда и один 343-мм снаряд разорвался вблизи борта. Корабль принял внутрь порядка 1000 т воды, но тем не менее сохранил в действии артиллерию главного калибра и остался самым боеспособным из германских линейных крейсеров. Поэтому после выхода из боя «Лютцова» на «Мольтке» перенёс свой флаг командующий соединением Хиппер. В ходе боя «Мольтке» выпустил 259 280-мм бронебойных снарядов, а также 236 150-мм.
После боя в составе 1-й разведывательной группы остались только «Фон дер Танн» и «Мольтке», поэтому до выхода из ремонта остальных крейсеров к ней временно приписали самые быстроходные линкоры — «Байерн», «Маркграф» и «Гроссер Курфюрст».
Во время высадки немецких войск на острова Эзель, Моон и Даго в сентябре — октябре 1917 года «Мольтке» был флагманом немецкой эскадры. После возвращения в Северное море линейные крейсера, в том числе и «Мольтке», использовались в основном для прикрытия лёгких сил — выхода в море подлодок и тральщиков.

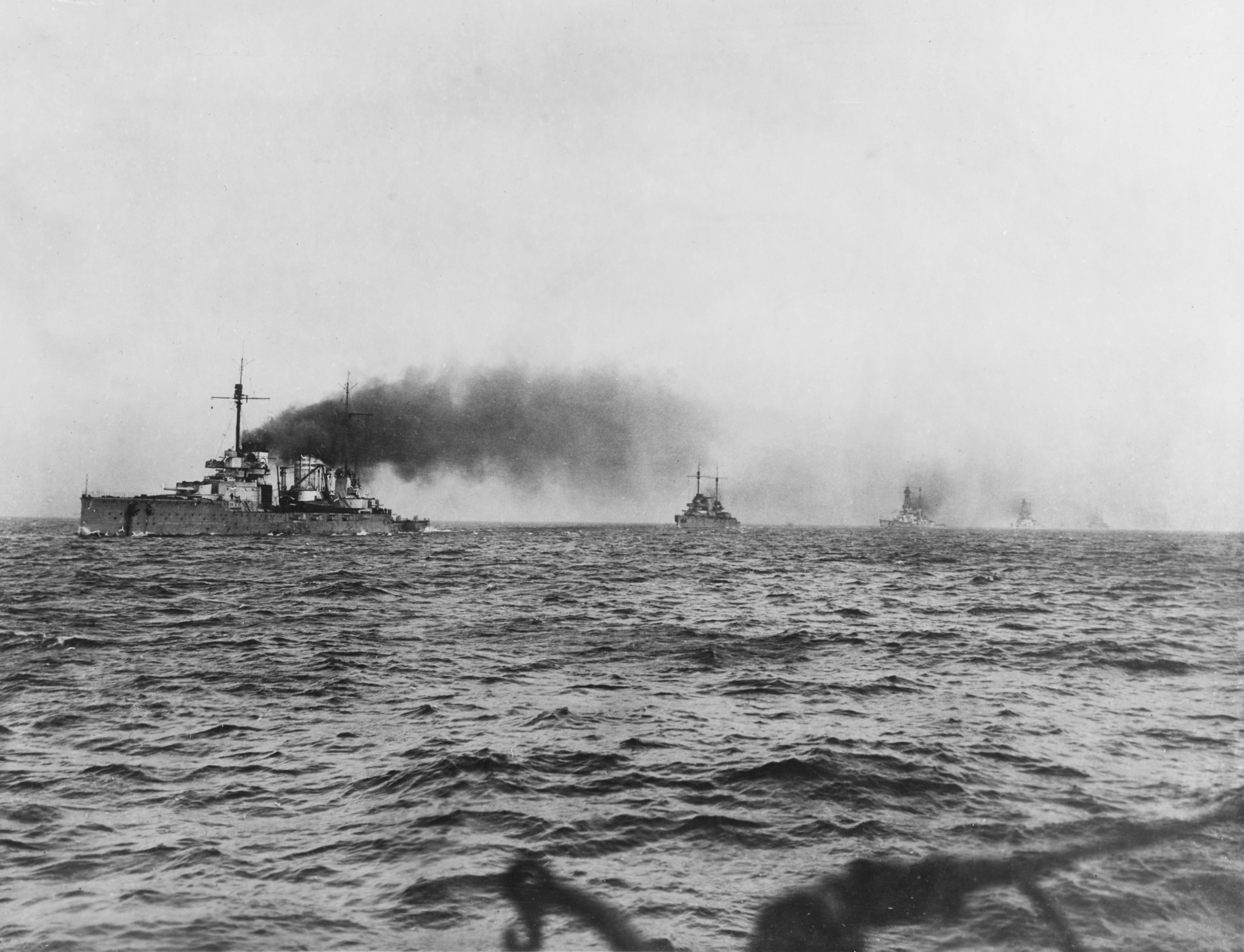
Идущий на интернирование германский флот в 1918 году. На переднем плане «Зейдлиц», за ним следует «Мольтке»

23—24 апреля 1918 года «Мольтке» участвовал в последнем походе Флота открытого моря. Флот пытался перехватить один из скандинавских конвоев, но на «Мольтке» произошла крупная авария. Он потерял внешний винт правого борта, и турбина, приводящая его в действие, вышла на обороты выше допустимых. Сорвавшийся зубчатый агрегат проворачивания турбины пробил трубу подачи забортной воды в пароконденсаторы и несколько паропроводов. В итоге крейсер принял внутрь корпуса 1600 т воды и потерял ход. Были затоплены турбинное и несколько котельных помещений. Он вынужден был выйти в эфир с просьбой о помощи и тем самым сорвал операцию флота, проводившуюся в обстановке радиомолчания.
Сначала «Мольтке» буксировался линкором «Ольденбург»; потом воду откачали, и крейсер сам смог дать ход. Но при возвращении в порт в левый борт он получил 457-мм торпеду с британской подлодки E-42 и принял ещё 1700 т воды, опять потеряв ход. И лишь утром 27 апреля при помощи буксиров «Мольтке» смог добраться до Вильгельмсхафена.
Согласно условиям перемирия «Мольтке» вошёл в число интернируемых кораблей и перешёл в Скапа-Флоу. 21 июня 1919 года при затоплении Флота открытого моря он лёг на дно западнее острова Кава. В 1927 году он был поднят компанией Фрэнка Кокса, отбуксирован в Розайт, где в течение 1926—1927 годов окончательно разобран на металл.

### «Гёбен»

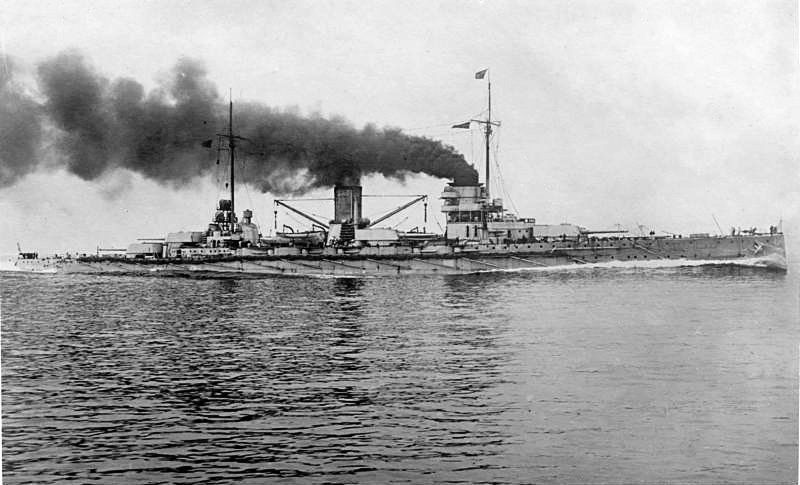
SMS Goeben в 1914 году

Заказ на строительство линейного крейсера H был получен верфью «Блом унд Фосс» 8 апреля 1909 года. Крейсер получил строительный № 201 и был заложен (по разным данным) 12 (Хильдебранд и Грёнер) или 28 августа (Конуэй, Кэмпбелл). При спуске на воду 28 марта 1911 года получил имя «Гёбен». Официально вошёл в состав флота 2 июля 1912 года. Постройка длилась 34 месяца и обошлась в 41,564 млн марок или 20,788 млн рублей золотом. Испытания проводились до ноября 1912 года.
Единственный германский линейный крейсер, не входивший в состав 1-й разведывательной группы. 1 ноября 1912 года в связи с началом Балканской войны была образована Средиземноморская дивизия, в которую кроме «Гёбена» вошёл малый крейсер «Бреслау». К 1914 году «Гёбену» требовалась замена трубок в котлах, и его ход упал до 24 узлов. Вместо него на Средиземное море должен был прийти «Мольтке», но из-за осложнения международной обстановки это сделать не успели.
Командующий дивизией Сушон решил идти в Константинополь, хотя Турция ещё находилась в раздумьях. Британские линейные крейсера «Индефатигебл», «Индомитебл» и «Инфлексибл» пытались перехватить «Гёбен», но не смогли за ним угнаться, а потом упустили его, ошибочно ожидая его прорыв через Гибралтар в Атлантику. Четыре британских броненосных крейсера под командованием Трубриджа находились на пути «Гёбена», но не рискнули вступить с ним в бой, и германские корабли беспрепятственно проникли в Дарданеллы. Чтобы избежать интернирования, Германия заявила о продаже Турции «Гёбена» и «Бреслау», которые получили названия «Султан Явуз Селим» и «Мидилли». Покупка была фиктивной. Команды остались немецкими, а Сушон стал начальником штаба при турецком военно-морском командовании.
29 октября 1914 года турецкие корабли обстреляли Одессу, Феодосию, Новороссийск, а «Гёбен» — Севастополь, потопив при отходе минный транспорт «Прут». Россия объявила войну Турции, а вслед за ней и другие страны Антанты. На Чёрном море «Гёбену» противостояли пять российских броненосцев, каждый из которых уступал ему как по скорости хода, так и в вооружении. Только вместе они представляли для германского крейсера угрозу. 6 ноября «Гёбен» крейсировал около Севастополя и в тумане встретился с русской эскадрой, возвращавшейся с обстрела Зонгулдака. Бой у мыса Сарыч с «Гёбеном» вёл в основном броненосец «Евстафий». Бой длился порядка 10 минут, на дистанции 6400—7400 м (35—40 каб.). «Гёбен» выпустил 19 снарядов, добившись трёх попаданий в «Евстафий» и ещё одного близкого разрыва. В ответ «Евстафий» добился одного попадания в каземат 150-мм орудий. На «Гёбене» вышло из строя орудие № 3 левого борта, воспламенились подготовленные к бою заряды, и в результате 13 моряков было убито и трое ранено. После того как к бою подключились «Иоанн Златоуст» и «Пантелеймон», «Гёбен» вышел из боя.
26 декабря 1914 года на пути к Босфору «Гёбен» подорвался на двух выставленных ранее русских минах. В Константинополе не было дока, способного вместить столь крупный корабль, поэтому ремонт производился на плаву немецкими специалистами с помощью прикрепляемых к борту кессонов. На время ремонта деятельность «Гёбена» была ограничена, хотя он выходил в море.
10 мая 1915 года эскадра русских броненосцев, обстреливавшая укрепления у Босфора, опять встретилась в бою с «Гёбеном», возвращавшимся с крейсерства. Видимость в этот раз была хорошая, и бой вёлся на предельных дистанциях — порядка 15 700—16 700 м (85—90 каб.). По данным российских источников, «Гёбен», обстреливавший порядка 23 минут маневрировавший «Евстафий», попаданий не добился. Русские броненосцы добились трёх попаданий 305-мм снарядами. Они не причинили серьёзных повреждений, но «Гёбен» предпочёл ретироваться и укрыться в Босфоре.
Вступление в строй российских дредноутов «Императрица Мария» и «Императрица Екатерина Великая» ещё больше ограничило действия германских крейсеров. Новый командующий Черноморским флотом адмирал Колчак организовал активную минную войну в районе Босфора. Всё это, а также недостаток угля ограничили выходы германских крейсеров в море. 8 мая 1916 года в условиях прекрасной видимости российский дредноут «Императрица Екатерина Великая» пытался перехватить «Гёбен» в 75 милях от Босфора. «Гёбен» в бой ввязываться не стал, но ещё полчаса обстреливался на отходе 305-мм снарядами.
Угол возвышения орудий российского линкора составлял 25°, что обеспечивало ему максимальную дальность в 132 каб (24 400 м). Чтобы хоть как-то компенсировать преимущество российских дредноутов в дальности стрельбы, угол возвышения 280-мм орудий «Гёбена» был увеличен до 22,5°. В теории это должно было обеспечить ему дальность в 23 000 м (124 каб.), но из-за изношенности стволов, по данным британских источников, она составляла 21 600 м (117 каб.).

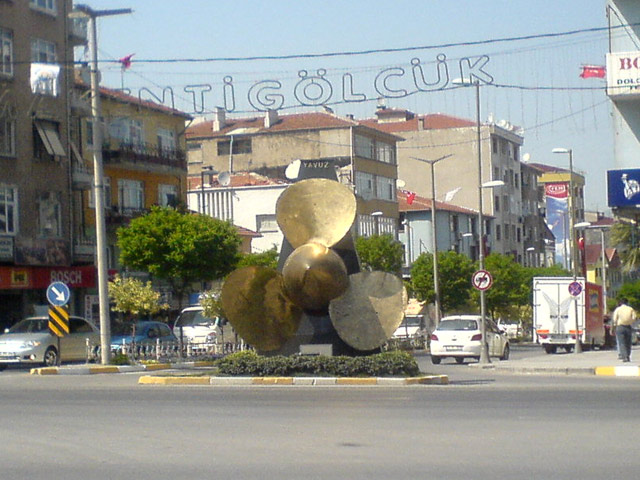
Ходовой винт «Гёбена», установленный на площади города Гёльджюка

Из-за недостатка угля и необходимости тралить выставляемые российским флотом мины деятельность «Гёбена» и «Бреслау» до конца войны была сильно ограничена. После заключения 16 декабря 1917 года мирного договора с Советской Россией надобность в присутствии «Гёбена» на Чёрном море отпала. В ночь с 19 на 20 января 1918 года «Гёбен» и «Бреслау» предприняли вылазку против блокирующего Дарданеллы флота Антанты. При выходе из Дарданелл «Гёбен» подорвался на первой мине, но операция продолжилась. В бухте острова Имброс «Гёбен» с дистанции 9100—6400 м (49—34 каб.) шестью залпами потопил британские мониторы «Раглан» и «M-51». При дальнейшей попытке выйти к острову Лемнос для обстрела транспортов германские крейсера попали на минное поле. «Бреслау» в общей сложности подорвался на четырёх минах и пошёл на дно. «Гёбен» подорвался только на одной и самостоятельно вернулся в Дарданеллы, однако на обратном пути подорвался ещё на одной мине, а потом сел на мель. Несмотря на попытки самолётов и артиллерии союзников потопить крейсер, его всё-таки 26 января 1918 года сняли с мели. После капитуляции Германии «Гёбен» уже официально был продан Турции.
До 1926 года он был небоеспособен и отстаивался в Стении. Для его ремонта был специально приобретён плавучий док, и после капитального ремонта он прослужил на флоте Турции до 1950 года, со временем став последним находящимся в строю линейным крейсером. 20 декабря 1950 года был выведен в резерв, а 14 ноября 1954 года вычеркнут из списка боевых кораблей и поставлен на прикол. Турция предложила Германии выкупить «Гёбен», но после отказа 7 июня 1973 года на нём был спущен флаг, и последний линейный крейсер к августу 1974 года был разделан на металл.

## Оценка проекта
Крейсера типа «Мольтке» явились эволюционным развитием «Фон дер Танна». Были улучшены все три показателя — скорость, вооружение и бронирование. Единственным преимуществом британских линейных крейсеров первого поколения — типов «Инвинсибл» и «Индефатигебл» — был больший главный калибр — 305 мм вместо 280 мм. Однако по своим баллистическим характеристикам немецкое орудие практически ничем не уступало британскому. Немецкий 302-кг бронебойный снаряд имел начальную скорость 880 м/с против 386 кг и 831 м/с у британского. Учитывая лучшее качество германских снарядов, немецкие инженеры достаточно обоснованно считали его эквивалентом британского. При этом скорость и бронирование у немецких крейсеров были лучше. Это позволило специалистам утверждать, что германские крейсера типа «Мольтке», как и «Фон дер Танн», превосходят все британские линейные крейсера с 305-мм орудиями.
| Характеристики артиллерии главного калибра капитальных кораблей, вступивших в строй в 1910—1912 годах | Характеристики артиллерии главного калибра капитальных кораблей, вступивших в строй в 1910—1912 годах | Характеристики артиллерии главного калибра капитальных кораблей, вступивших в строй в 1910—1912 годах | Характеристики артиллерии главного калибра капитальных кораблей, вступивших в строй в 1910—1912 годах | Характеристики артиллерии главного калибра капитальных кораблей, вступивших в строй в 1910—1912 годах | Характеристики артиллерии главного калибра капитальных кораблей, вступивших в строй в 1910—1912 годах | Характеристики артиллерии главного калибра капитальных кораблей, вступивших в строй в 1910—1912 годах |
| Орудие                                                                                                | 12″/45 Mark X                                                                                         | 12″/50 Marks XI                                                                                       | 13.5″/45 Mark V                                                                                       | 28 cm/45 SK L/45                                                                                      | 28 cm/50 SK L/50                                                                                      | 30,5 cm/50 SK L/50                                                                                    |
| --- | --- | --- | --- | --- | --- | --- |
| Калибр, мм                                                                                            | 305                                                                                                   | 305                                                                                                   | 343                                                                                                   | 280                                                                                                   | 280                                                                                                   | 305                                                                                                   |
| Длина ствола, калибров                                                                                | 45 | 50 | 45 | 42,4 (45)                                                                                             | 46,8 (50)                                                                                             | 47,4 (50)                                                                                             |
| Носители                                                                                              | «Индефатигебл»                                                                                        | «Колоссус»                                                                                            | «Лайон»                                                                                               | «Фон дер Танн»                                                                                        | «Мольтке»                                                                                             | «Гельголанд»                                                                                          |
| Год принятия на вооружение                                                                            | 1908                                                                                                  | 1910                                                                                                  | 1912                                                                                                  | 1909                                                                                                  | 1911                                                                                                  | 1911                                                                                                  |
| Масса бронебойного снаряда, кг                                                                        | 389,8                                                                                                 | 386                                                                                                   | 635                                                                                                   | 302                                                                                                   | 302                                                                                                   | 405,5                                                                                                 |
| Начальная скорость, м/с                                                                               | 831                                                                                                   | 869                                                                                                   | 759                                                                                                   | 855                                                                                                   | 880                                                                                                   | 855                                                                                                   |
| Дульная энергия, МДж                                                                                  | 266,56                                                                                                | 291,49                                                                                                | 365,81                                                                                                | 220,77                                                                                                | 233,87                                                                                                | 296,43                                                                                                |
| Скорострельность, выстрелов в минуту                                                                  | 1,5                                                                                                   | 1,5                                                                                                   | 1,5—2                                                                                                 | 3 | 3 | 2—3                                                                                                   |
| Максимальная дальность стрельбы, м (при угле возвышения орудия)                                       | 17 236 (13,5°)                                                                                        | 19 380 (15°)                                                                                          | 21 710 (20°)                                                                                          | 18 900 (20°)                                                                                          | 18 100 (13,5°)                                                                                        | 16 200—18 000 (13,5°) 20 400 (16°)                                                                    |

Однако гонка вооружений в начале XX века набирала обороты, и каждый последующий тип закладываемых кораблей был сильнее предыдущего. Если «Мольтке» вступил в строй одновременно с британским «Индефатигеблом», то «Гёбен» уже вступил в строй вместе с британским линейным крейсером второго поколения — «Лайоном». При сравнении нового британского линейного крейсера с «Мольтке» чётко видно различие в подходах двух наций к проектированию линейных крейсеров. У «Лайона» крейсерские функции преобладали над линейными. Его задачами были защита торговли, разведка, а в бою основных сил они должны были идти вне линии линкоров и осуществлять их защиту от атак миноносцев и крейсеров противника. В бою главных сил их роль ограничивалась ролью быстроходного крыла с минимальным временем огневого контакта на большой дистанции — охват головы колонны кораблей противника и добивание отставших повреждённых кораблей. Поэтому, обладая более сильным вооружением из 343-мм орудий и более высокой скоростью, он имел более тонкую броню — пояс 229 мм против 270 мм у «Мольтке». Германские же крейсера, предназначенные в том числе для участия в бою основных сил в одной линии с линкорами, имели двухуровневый главный пояс, совершенную систему противоторпедной защиты и хорошую организацию борьбы за живучесть корабля. Даже попадание торпед или подрыв на мине не приводили к серьёзным повреждениям, и корабли продолжали выполнение боевой задачи.
Правда, как показал опыт боёв, германская система защиты обладала двумя недостатками. Крейсера рассчитывались для боёв на малых и средних дистанциях в условиях плохой видимости Северного моря, а потому для экономии веса толщина бронирования барбетов в зоне, прикрытой броневым поясом и траверзными броневыми переборками, была уменьшена. Это приводило к тому, что в бою на больших дистанциях снаряды, падавшие под большим углом, проходили над поясом и поражали башни в зоны, слабо прикрытые бронёй. Это чуть не стало причиной гибели «Зейдлица» в сражении у Доггер-банки и приводило к выходу из строя башен на германских линейных крейсерах во время Ютландского сражения. Ещё одним недостатком можно считать большие отсеки бортовых подводных торпедных аппаратов, не прикрытые противоторпедной переборкой. Их затопление при попадании снарядов в этот район в конечном счёте привело к гибели «Лютцова» в Ютландском сражении.
Бо́льшая скорость «кошек адмирала Фишера» всегда позволяла им навязать бой и при неблагоприятной обстановке в любой момент выйти из него. Преимущество в скорости и вооружении также позволяло выбрать благоприятную дистанцию боя.
| Сравнительные характеристики капитальных кораблей, вошедших в строй в 1910—1912 годах | Сравнительные характеристики капитальных кораблей, вошедших в строй в 1910—1912 годах | Сравнительные характеристики капитальных кораблей, вошедших в строй в 1910—1912 годах | Сравнительные характеристики капитальных кораблей, вошедших в строй в 1910—1912 годах | Сравнительные характеристики капитальных кораблей, вошедших в строй в 1910—1912 годах | Сравнительные характеристики капитальных кораблей, вошедших в строй в 1910—1912 годах | Сравнительные характеристики капитальных кораблей, вошедших в строй в 1910—1912 годах |
|                                                                                       | «Индефатигебл»                                                                        | «Лайон»                                                                               | «Фон дер Танн»                                                                        | «Мольтке»                                                                             | «Колоссус»                                                                            | «Гельголанд»                                                                          |
| ------------------------------------------------------------------------------------- | ------------------------------------------------------------------------------------- | ------------------------------------------------------------------------------------- | ------------------------------------------------------------------------------------- | ------------------------------------------------------------------------------------- | ------------------------------------------------------------------------------------- | ------------------------------------------------------------------------------------- |
| Класс                                                                                 | линейный крейсер                                                                      | линейный крейсер                                                                      | линейный крейсер                                                                      | линейный крейсер                                                                      | линкор                                                                                | линкор                                                                                |
| Год закладки                                                                          | 1909                                                                                  | 1909                                                                                  | 1908                                                                                  | 1909                                                                                  | 1909                                                                                  | 1908                                                                                  |
| Год ввода в строй                                                                     | 1911                                                                                  | 1912                                                                                  | 1910                                                                                  | 1912                                                                                  | 1911                                                                                  | 1911                                                                                  |
| Водоизмещение нормальное, т                                                           | 18 765,5                                                                              | 26 690,3                                                                              | 19 370                                                                                | 22 979                                                                                | 20 548,6                                                                              | 22 808                                                                                |
| Полное, т                                                                             | 22 433,3                                                                              | 30 154,9                                                                              | 21 300                                                                                | 25 400                                                                                | 23 418,8                                                                              | 24 700                                                                                |
| Номинальная мощность СУ, л. с.                                                        | 43 000                                                                                | 70 000                                                                                | 42 000                                                                                | 52 000                                                                                | 25 000                                                                                | 28 000                                                                                |
| Проектная максимальная скорость, узлы                                                 | 25                                                                                    | 27                                                                                    | 24,8                                                                                  | 25,5                                                                                  | 21                                                                                    | 20,5                                                                                  |
| Дальность, миль (на скорости, узлы)                                                   | 6330 (10)                                                                             | 5610 (10)                                                                             | 4400 (14)                                                                             | 4120 (14)                                                                             | 6680 (10)                                                                             | 5500 (10)                                                                             |
| Бронирование, мм                                                                      |                                                                                       |                                                                                       |                                                                                       |                                                                                       |                                                                                       |                                                                                       |
| Пояс                                                                                  | 152                                                                                   | 229                                                                                   | 250                                                                                   | 270                                                                                   | 279                                                                                   | 300                                                                                   |
| Башни, лоб                                                                            | 179                                                                                   | 229                                                                                   | 230                                                                                   | 230                                                                                   | 279                                                                                   | 300                                                                                   |
| Барбеты                                                                               | 179                                                                                   | 229                                                                                   | 200—230                                                                               | 200—230                                                                               | 279                                                                                   | 300                                                                                   |
| Рубка                                                                                 | 254                                                                                   | 254                                                                                   | 250                                                                                   | 300                                                                                   | 279                                                                                   | 400                                                                                   |
| Палуба                                                                                | 65—25                                                                                 | 65—25                                                                                 | 50                                                                                    | 50—30                                                                                 | 100—45                                                                                | 80—55                                                                                 |
| Вооружение                                                                            |                                                                                       |                                                                                       |                                                                                       |                                                                                       |                                                                                       |                                                                                       |
| Главный калибр                                                                        | 4×2×305-мм/45                                                                         | 4×2×343-мм/45                                                                         | 4×2×280-мм/45                                                                         | 5×2×280-мм/50                                                                         | 5×2×305-мм/50                                                                         | 6×2×305-мм/50                                                                         |
| Вспомогательный                                                                       | 16×102-мм/50 4×57-мм                                                                  | 16×102-мм/50 4×57-мм                                                                  | 10×150-мм/45 16×88-мм/45                                                              | 12×150-мм/45 12×88-мм/45                                                              | 16×102-мм/50 4×57-мм                                                                  | 14×150-мм/45 14×88-мм/45                                                              |
| Торпедное вооружение                                                                  | 3×457-мм ТА                                                                           | 3×533-мм ТА                                                                           | 4×450-мм ТА                                                                           | 4×500-мм ТА                                                                           | 3×533-мм ТА                                                                           | 6×500-мм ТА                                                                           |

## Использованная литература и источники
1. 1 2  Conway's, 1906—1921. — P.152
2. 1 2 3  Staff. German Battlecruisers. — P. 11
3. ↑  Мужеников В. Б. Линейные крейсера Германии. — С.35
4. 1 2 3 4 5 6 7 8  Мужеников В. Б. Линейные крейсера Германии. — С.36
5. 1 2 3  Gröner. Band 1. — S.82
6. 1 2 3 4 5 6 7 8 9  Мужеников В. Б. Линейные крейсера Германии. — С.38
7. 1 2 3  Staff. German Battlecruisers. — P. 14
8. 1 2 3 4 5  Мужеников В. Б. Линейные крейсера Германии. — С.37
9. 1 2 3 4  DiGiulian, Tony. Germany 28 cm/50 (11″) SK L/50 (англ.) (24 ноября 2012). — Описание 280-мм орудия SK L/50. Дата обращения: 2 августа 2013. Архивировано 20 августа 2013 года.
10. 1 2  Staff. German Battlecruisers. — P. 12
11. 1 2 3 4 5  Campbell. Battlecruisers. — P. 22
12. ↑  DiGiulian, Tony. Germany 15 cm/45 (5.9″) SK L/45 (англ.). — Описание 150-мм орудия SK L/45. Дата обращения: 2 августа 2013. Архивировано 11 февраля 2013 года.
13. ↑  Campbell. Battlecruisers. — P. 23
14. 1 2  Мужеников В. Б. Линейные крейсера Германии. — С.49
15. 1 2  Staff. German Battlecruisers. — P. 15
16. ↑  Мужеников В. Б. Линейные крейсера Германии. — С.39
17. ↑  Мужеников В. Б. Линейные крейсера Германии. — С.39—40
18. 1 2 3  Мужеников В. Б. Линейные крейсера Германии. — С.42
19. ↑  Campbell. Battlecruisers. — P. 24
20. ↑  Staff. German Battlecruisers. — P. 15—16
21. ↑  Staff. German Battlecruisers. — P. 16
22. ↑  Мужеников В. Б. Линейные крейсера Германии. — С.43—44
23. 1 2 3  Мужеников В. Б. Линейные крейсера Германии. — С.45
24. 1 2  Мужеников В. Б. Линейные крейсера Германии. — С.46
25. ↑  Горз. Подъем затонувших кораблей, 1978, с. 151—152.
26. ↑  Мужеников В. Б. Линейные крейсера Германии. — С.50
27. ↑  Мужеников В. Б. Линейные крейсера Германии. — С.51—57
28. ↑  Staff. German Battlecruisers. — P. 18
29. 1 2  Campbell. Battlecruisers. — P. 25
30. ↑  Staff. German Battlecruisers. — P. 19
31. ↑  Мужеников В. Б. Линейные крейсера Германии. — С.59—65
32. ↑  Мужеников В. Б. Линейные крейсера Германии. — С.65—66
33. 1 2 3  Campbell. Battlecruisers. — P. 26
34. ↑  Мужеников В. Б. Линейные крейсера Германии. — С.67—68
35. ↑  Мужеников В. Б. Линейные крейсера Германии. — С.68—69
36. ↑  Л. И. Амирханов, С. И. Титушкин. Главный калибр линкоров. — Санкт-Петербург: Гангут, 1993. — С. 30. — 32 с. — (Морское оружие № 2). — 3000 экз. — ISBN 5-85875-022-2.
37. ↑  Мужеников В. Б. Линейные крейсера Германии. — С.69
38. ↑  Staff. German Battlecruisers. — P. 19—20
39. ↑  Мужеников В. Б. Линейные крейсера Германии. — С.69—72
40. ↑  Мужеников В. Б. Линейные крейсера Германии. — С.72—73
41. ↑  Campbell. Battlecruisers. — P. 19
42. ↑  DiGiulian, Tony. Britain 12″/45 (30.5 cm) Mark X (англ.) (11 марта 2012). — Описание 305-мм орудия Mark X. Дата обращения: 2 августа 2013. Архивировано 20 августа 2013 года.
43. ↑  DiGiulian, Tony. Britain 12″/50 (30.5 cm) Marks XI, XI* and XII (англ.) (12 марта 2012). — Описание 305-мм орудия Mark XI. Дата обращения: 2 августа 2013. Архивировано 20 августа 2013 года.
44. ↑  DiGiulian, Tony. Britain 13.5″/45 (34.3 cm) Mark V(L) / 13.5″/45 (34.3 cm) Mark V(H) (англ.) (25 ноября 2012). — Описание 343-мм орудия Mark V. Дата обращения: 2 августа 2013. Архивировано 20 августа 2013 года.
45. ↑  DiGiulian, Tony. Germany 28 cm/45 (11″) SK L/45 (англ.). — Описание 280-мм орудия SK L/45. Дата обращения: 2 августа 2013. Архивировано 11 февраля 2013 года.
46. ↑  DiGiulian, Tony. Germany 30.5 cm/50 (12″) SK L/50 (англ.) (24 ноября 2012). — Описание 305-мм орудия SK L/50. Дата обращения: 2 августа 2013. Архивировано 20 августа 2013 года.
47. ↑  Мужеников В. Б. Линейные крейсера Германии. — С.93
48. ↑  Больных А. Г. Морские битвы Первой мировой: Схватка гигантов. — М.: АСТ, 2003. — С. 238. — 512 с. — ISBN 5-17-010656-4.
49. 1 2  Conway's, 1906—1921. — P.26
50. ↑  Conway's, 1906—1921. — P.29
51. ↑  Gröner. Band 1. — S.80—81
52. ↑  Gröner. Band 1. — S.48